# Alchemilla viguieri
Alchemilla viguieri är en rosväxtart som beskrevs av De Wild.. Alchemilla viguieri ingår i släktet daggkåpor, och familjen rosväxter. Inga underarter finns listade i Catalogue of Life.